# إتش آدامز كارتر
إتش آدامز كارتر (بالإنجليزية: H. Adams Carter)‏ هو متسلق جبال ومدرس أمريكي، ولد في 6 يونيو 1914 في نيوتن في الولايات المتحدة، وتوفي في 1 أبريل 1995.